# Ceratophyllum demersum
Espèce
Statut de conservation UICN

 LC  : Préoccupation mineure
Ceratophyllum demersum, le Cératophylle immergé, Cératophylle épineux, Cornifle immergé ou Cornifle nageante, est une espèce de plantes à fleurs de la famille des Ceratophyllaceae. C'est une plante aquatique vivace à tiges dépourvues de racine. Le nom commun « cornifle » proviendrait du mot corne.
En milieu naturel, quelques feuilles se transforment en organes semblables à des racines (rhizoïdes) qui fixent les tiges au sol.
L'espèce est relativement ubiquiste, supportant des températures de 10 à 30 °C, et un pH de 6 à 9.

## Description
- Dimensions : hauteur 50 cm[3]

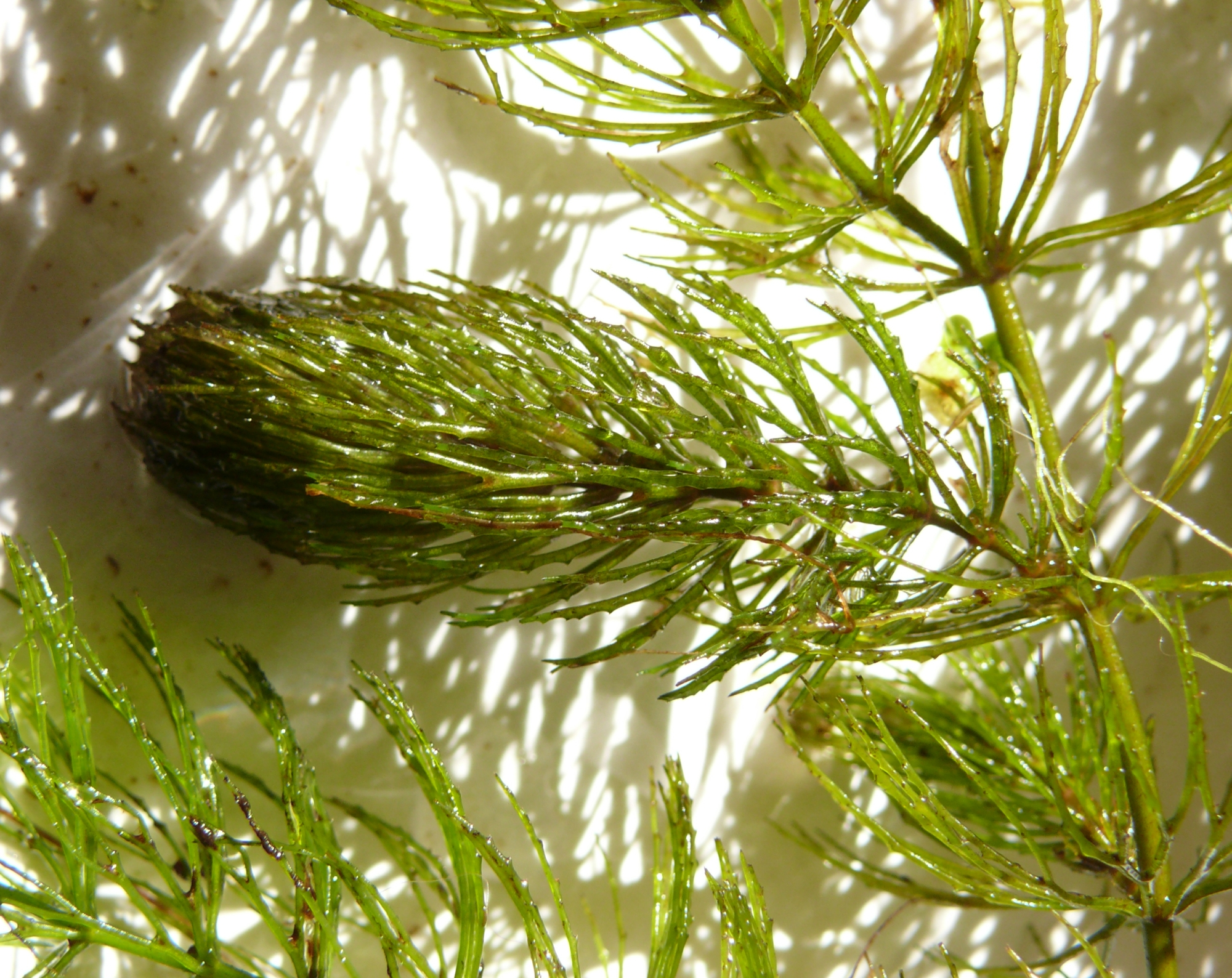
Feuilles.

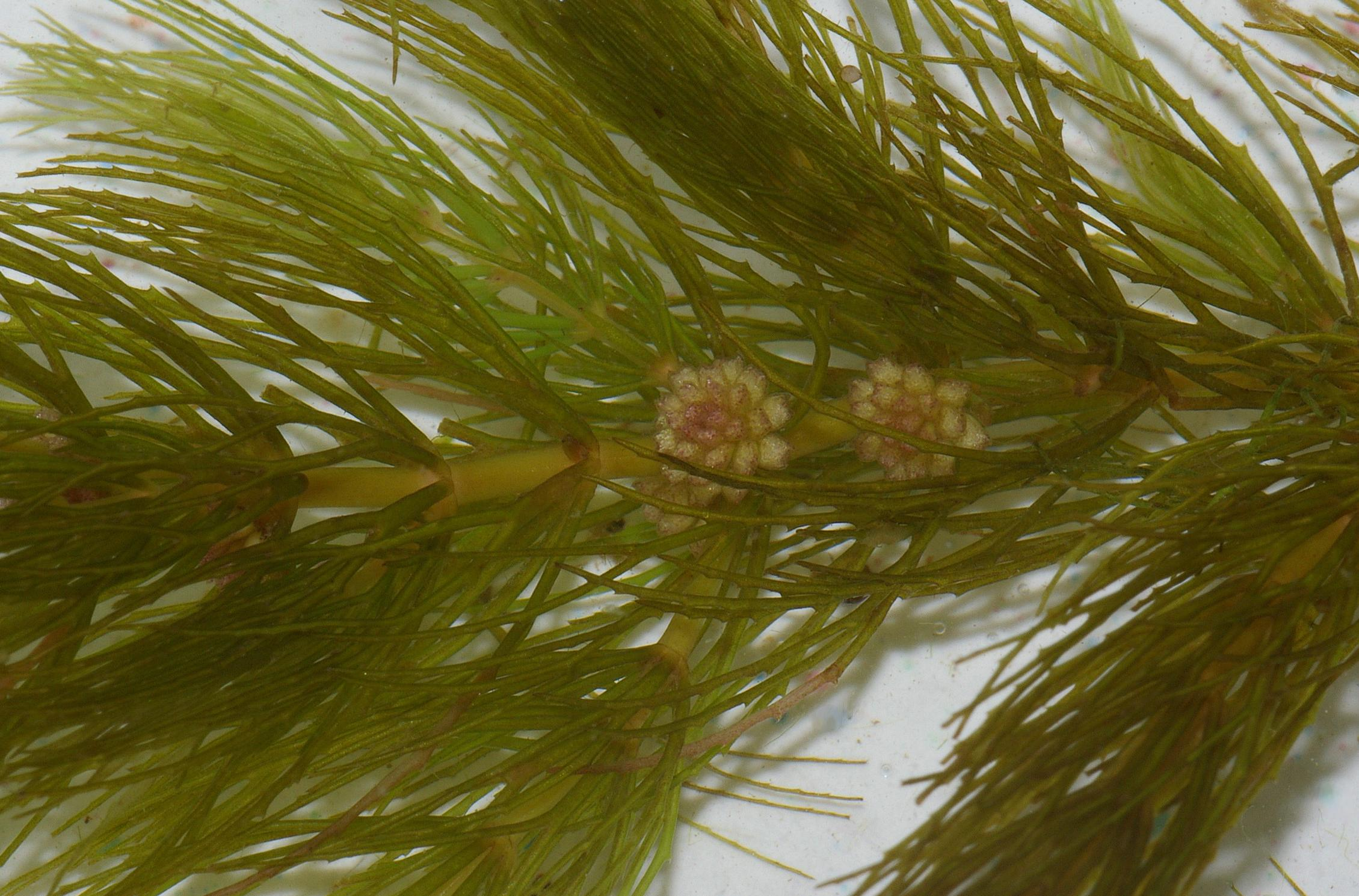
Fleurs.

Ceratophyllum demersum ne possède pas de racines mais se fixe au sol à l’aide de rhizoïdes. Sa tige est dressée, légèrement cassante, ses feuilles sont disposées en verticilles autour de la tige. Les feuilles sont vert foncé et raides ; elles se divisent de façon dichotomique leur donnant un aspect fourchu. Elles se terminent, à leurs extrémités, par des épines molles.

## Répartition et habitat
Espèce des zones humides, à répartition cosmopolite, elle apprécie les cours d'eau à débit lent, voire stagnant.

## Statuts de protection, menaces
L'espèce est évaluée comme non préoccupante aux échelons mondial, européen et français.
En France, l'espèce se raréfie : elle est considérée quasi menacée (NT), proche du seuil des espèces menacées ou qui pourraient être menacées si des mesures de conservation spécifiques n'étaient pas prises, en Limousin et Corse.

## Reproduction
Elle est asexuée (végétative, par fragmentation ou bouturage des tiges) ou sexuée
La reproduction sexuée se produit de juin à septembre, à partir de fleurs verdâtres très discrètes (1 mm ou moins) qui se forment à la jonction (aisselle)  des feuilles et de la tige. Une même tige porte à la fois des fleurs mâles (par groupe de 3 et plutôt dans le haut du rameau) et des fleurs femelles (solitaires et plutôt situées dans le bas du rameau). La pollinisation est aquatique et produit des fruits ovoïdes (4 à 6 mm de long) lisses et garnis de 3 épines.

## Écologie
Cette plante contribue à l'épuration de l'eau et peut produire des herbiers hauts et denses. Ces derniers sont un abri pour certains poissons et leurs alevins, mais aussi un support de vie pour des nombreux autres organismes (petits crustacés, mollusques, hydres, bryozoaires, etc.).
Les rhizoïdes apparaissent fréquemment sur un morceau de tige, avant que ce dernier ne se sépare de la plante mère. Le Cératophylle peut accumuler de l'oxygène gazeux dans des espaces intercellulaires et ainsi flotter ou se maintenir vertical, sans nécessiter de tige ligneuse.

## Dispersion
Des morceaux de tiges (flottantes ou non) sont transportées par le courant et si la plupart des tiges meurent en automne, comme dans le cas des Myriophylles, cette espèce produit des hibernacles (extrémités de bouquets, plus résistantes qui sont la forme hivernante de la plante).

## Allélopathie
Comme d’autres plantes aquatiques, C. demersum présente une activité allélopathique (c'est-à-dire que cette macrophyte submergée sécrète des molécules biocides pour une partie des bactéries, cyanobactéries filamenteuses ou Chroococcus et algues ou autres organismes qui sans cela envahiraient ses tiges, ses feuilles et ses propagules,).
Ces substances ont fait l’objet d’études et comparées à celles produites par une Najas (Najas marina ssp. intermedia), chez ces deux plantes aquatiques, il semble y avoir deux types de molécules allélochimiques, l’une soluble dans l’eau, et l’autre légèrement lipophile qui peuvent respectivement agir contre le phytoplancton et par contact direct de cellule à cellule, par exemple contre des épiphytes ou organismes parasites. En laboratoire, ils se montrent actifs dans le milieu environnant. Dans leur milieu, ces deux plantes pourraient ainsi éventuellement profiter l’une de l’autre, quand elles cohabitent.

## Écotoxicologie
Cette plante très résistante peut via ses feuilles (puisqu’elle n’a pas de vraies racines) bioconcentrer certains toxiques dont les métaux lourds ;
- Le stress oxydatif induit par le cuivre (Cu) est combattu par une réponse enzymatique de la plante et par la production de substances antioxydantes[10] Cette espèce tend à bioconcentrer le cuivre de manière proportionnelle à sa teneur environnementale, jusqu’à la dose mortelle (qui semble pouvoir varier selon la capacité de production de substances antioxydantes de chaque plante).
Elle peut aussi bioacumuler le zinc (Zn)[11], le cadmium[12], le plomb (Pb) auquel elle présente une bonne tolérance (plus ou moins selon la concentration de l’eau en sels de plomb et selon la durée de l’exposition). Par exemple, elle contient 1 748 pg Pb par gramme (en poids sec) après 7 jours d’exposition à 100 µM. Et l'absorption et accumulation peut se faire rapidement (1 222 pg/gramme en poids sec, soit 70 % de l’accumulation maximale) est constatée dès la première exposition. Le stress oxydatif et l'effet toxique induits par le plomb se traduisent par une réduction de la biomasse et une diminution du nombre de pigments photosynthétiques, avec une augmentation du malondialdéhyde (MDA) et de la conductivité électrique corrélées à concentration en plomb et à la durée d'exposition. La plante ayant néanmoins le temps d’accumuler des quantités importantes de plomb (et d’autres métaux) avant de mourir, elle pourrait être utilisée dans certaines stratégies de phytoépuration de l’eau (mais non des sédiments car elle n’y prélève pas ou peu ses nutriments)[13]. Quand elle est exposée à un cocktail de ces polluants, elle peut utiliser le zinc pour mieux protéger ses chloroplastes[14] et son organisme[15] de la phytotoxicité du cadmium.

## Utilisation

### Aquariophilie
Ceratophyllum demersum n'a pas de racine, elle peut être plantée en arrière-plan dans le sol ou bien être laissée flottante. C'est une plante recommandée pour lutter contre les algues car elle absorbe les substances nutritives contenues dans l'eau et sécrète plusieurs substances allélopathiques (solubles dans l'eau pour les unes et dans les lipides pour d'autres) inhibant la croissance de certaines cyanobactéries filamenteuses ou de type Chroococcales.
Elle forme rapidement des touffes denses et procure de nombreux refuges pour alevins ou poissons timides. Sa croissance rapide et la production de nombreux rameaux latéraux en fait aussi une excellente nourriture pour les poissons herbivores. Sa couleur varie en fonction des apports ferriques, de l'intensité lumineuse et de la température. Il faut également tenir compte de la variété, comme Ceratophyllum demersum var Foxtail, dont le polymorphisme et la couleur sont très variables.
- Multiplication : bouture de rameaux latéraux
- Éclairage : minimum-intense
- Eau : température comprise entre 18 et 22 °C, le pH compris entre 6 et 7,5 et la dureté entre 1 et 18° GH
- Croissance : rapide, 10 à 20 cm par semaine.
- Entretien : facile
- Aquarium : convient autant pour les petits (<35 cm) que pour les grands aquariums (>45 cm).

## Liste des variétés
Selon World Checklist of Selected Plant Families (WCSP) (9 janv. 2013) :
- Ceratophyllum demersum var. apiculatum (Cham.) Asch. (1860)
- Ceratophyllum demersum var. demersum
- Ceratophyllum demersum var. inerme J.Gay ex Radcl.-Sm. (1983)